# Womb
Womb és una pel·lícula de ciència-ficció i drama de 2010 de coproducció franco-alemanya-hongaresa escrita i dirigida per Benedek Fliegauf i protagonitzada per Eva Green i Matt Smith.

## Argument
La pel·lícula comença amb una dona embarassada (Eva Green) dient-li al seu fill nonat que el seu pare ha partit per sempre, però que junts començaran una nova vida. Es conta una història d'amor entre dos nens, Rebecca i Tommy, que es juren amor etern. Quan Rebecca marxa sobtadament al Japó amb la seva mare, els dos se separen. Dotze anys després, Rebecca torna com una dona jove per a descobrir que Tommy (Matt Smith) no sols la recorda, sinó que encara es preocupa profundament per ella. Els dos comencen una nova relació. Amb el pas del temps, totes dues històries comencen a entrellaçar-se.

## Repartiment
- Eva Green és Rebecca.
- Matt Smith és Thomas "Tommy".
- Lesley Manville és Judith.
- Peter Wight és Ralph.
- István Lénárt és Henry.
- Hannah Murray és Monica.
- Natalia Tena és Rose.
- Ingo Hasselbach és Walter.
- Ella Smith és Molly.
- Gina Stiebitz és Dima.
- Wunmi Mosaku és Erica.

## Producció
El director considera la història molt propera al mite d'Orfeu i Eurídice narrat a Les Metamorfosis d'Ovidi. Va dir que se sent atret pel tema de la determinació genètica i no de la clonació en si mateix, dient: "En general, diria que la creença en l'efecte que tenen les característiques ambientals sobre les persones és extremadament exagerada, tant com el poder dels gens està infravalorat».
La casa palafit on tenen lloc la majoria dels esdeveniments va ser construïda específicament per a la pel·lícula. Aquestes escenes es desenvolupen prop de Sankt Peter-Ording a Alemanya, a l'extrem oriental de la península Eiderstedt, banyada pel Mar del Nord. El director va definir la costa com "tan increïblement ampla i plana que desprèn una sensació d'eternitat". També es van rodar altres escenes al nord d'Alemanya, a l'illa Sylt, ubicacions considerades pel director perfectes durant els mesos d'hivern per donar a les escenes «la sensació de flotar que és el nucli de la pel·lícula».
En general, el rodatge va durar uns dos mesos, des del 10 de març de 2009 fins al 4 de maig del mateix any.

## Recepció
Es va presentar a competició a la 63a edició del Festival Internacional de Cinema de Locarno.

## Crítiques
A Rotten Tomatoes, la pel·lícula ha rebut una valoració del 35%, basada en 20 ressenyes, amb una valoració mitjana de 4,9/10.
A Metacritic, la pel·lícula té una puntuació de 48 sobre 100, basada en 8 crítics, que indica "crítiques mixtes o mitjanes".
Boyd van Hoeij a Variety afirma: «Malgrat el tema inusual, la pel·lícula del director hongarès Benedek Fliegauf és molt convencional en la seva direcció i narrativa, almenys fins a les inquietants seqüències finals. [Fliegauf] és expert en expressar els temes fonamentals [de la pel·lícula] amb una taquigrafia visual elegant que és més poètica que fredament intel·lectual».
Eric Kohn a indieWire.com diu: «L'actuació de l'Eva Green, centrada en la seva expressió perpètuament satisfeta mentre veu créixer el seu xicot, té els seus calfreds inquietants. Però Fliegauf confia massa en l'ús del silenci, donant lloc a una manca de força, en lloc d'un silenci líric o de suspens».
Ray Bennett de The Hollywood Reporter escriu «Si el director i guionista hongarès, que treballava en anglès, hagués volgut colpejar amb més valentia, les respostes a aquestes preguntes haurien tingut força i la pel·lícula hauria pogut esdevenir més que una premissa intrigant i imatges boniques».